# بحيرة إدكو
بحيرة إدكو هي إحدى البحيرات الشمالية المصرية، وهي مما يُعرف بالأراضي الرطبة في الوجه بحري، وترتبط بالبحر المتوسط خلال فتحة ضيقة تعرف ببوغاز المعدية.

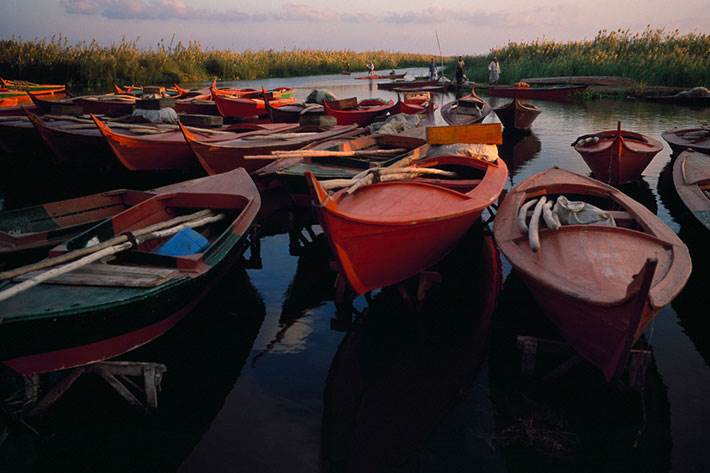
بحيرة إدكو

تبلغ المساحة الكلية لبحيرة إدكو حوالي 62.78 كم2 حيث تغطي النباتات نسبة 68.74٪ من المساحة الكلية للبحيرة، في حين أن المياه المفتوحة تمثل الجزء المتبقي من المساحة الإجمالية للبحيرة.
ويقع على ساحلها الشمالي - من الغرب إلى الشرق - المعدية وعزبة قاسم، اللباني، قرية رقم 5، إدكو، وقد عانت من التعديات على مساحتها بأسلوب مشابه لمعاناة بحيرة المنزلة.